# Франческо Марканич
Франческо Марканич е чипровски княз, златар от XVII в.

## Биография

### Произход
Роден е в Чипровци.  За произхода му не знаем нищо конкретно, но е твърде вероятно да е роднина на Матей Марканич, чипровски кнез, чието име се открива в католическите документи.
Самият Франческо Марканич използва по свой адред титлите благороден, дук, а най-често - кнез. Тъй като през  XV-XVII в. османците използват тази титла, за да обозначават християнски първенец, някои учени смятат че Марканич произхожда от  аристократичен род.  Като се има предвид, че през XVII в.  голяма част от чипровци са специална категория население - т. нар. рударска рая, е много възможно той да е отговарял за организацията по рудодобива.

### Житие
Упражнява професионално златарство. Изработен от него изящен сребърен обков на евангелие, украсен с позлата и емайл от 1642 г. се съхранява в Музея на изкуствата в Букурещ. През 30-50-те години на XVII в. е светски лидер на Чипровската католическа община. На него е посветена първата книга на Петър Богдан „Размишленията на Св. Бонавентура за Страстите Господни“ от 1638 г.  Контактува с Рим, където прави няколко посещения, за да урежда въпросите за назначаването на Петър Богдан за Галиполски епископ и за заместник на Софийския католически епископ през 1637 г., за издигането на Франческо Соймирович за Призренски епископ през 1648 г. ; През 1653 пак той моли Конгрегацията на вярата за увеличаване на заплатата на дългогодишния учител в Чипровци Иван Лилов през 1653 г. Умира през 60-те години на XVII в. Марканович се ползва с голяма авторирет сред българските католици,  и то не само в Чипровци

### Дипломатическа дейност
През 1637 Марканович използва политическата си връзки с Матей Бесараб (1633-1654), който по това време търси хора за отпечатване на богослужебна книжнина на кирилица. Марканович успява да го убеди да довери тази задача на хърватина Рафаил Левакович. Марканови цели не само да отвори пролука  за разширяването на католическото влияние на север от Дунав, но и да повиши авторитета на българите пред Римската курия.  През 1650 Петър Парчевич бива снабден с едно писмо от управителя и съдията на Чипровци - Франческо Марканович, в което българския първенец уверява Венецианския сенат в готовността на българите да въстанат всеки момент, подкрепени от влашкия владетел. Последното известние от него е през 1658 г. Тогава той и Петър Богдан пишат писмо, в което известяват за насряващия бунт срещу османците.

## Историография
Дуйчев, Иван - Софийската католическа архиепископия през XVII в., изследване и документи 1939 
Милев, Н. Католическата пропаганда в България през XVII в.. Историческо изследване с приложения 1914, с. 174-176